# Polypodium scolopendrinum
Polypodium scolopendrinum là một loài thực vật có mạch trong họ Polypodiaceae. Loài này được (Bory) C. Chr. miêu tả khoa học đầu tiên năm 1906.